# VfB Rot-Weiß Braunschweig
Der VfB Rot-Weiß Braunschweig ist ein in Braunschweig ansässiger Sportverein.

## Geschichte
Der VfB Rot-Weiß Braunschweig wurde am 16. April 1904 in Braunschweig unter dem Namen FC Einigkeit gegründet und war einer von fünf nachweisbaren Vereinen, die am 7. Mai 1904 den Fußballbund für das Herzogtum Braunschweig gründeten. 1905 schloss sich der FC Einigkeit mit dem FC Viktoria zum Fußballverein Braunschweig zusammen. 1912 schloss sich der FC Vorwärts dem Verein an, der daraufhin seinen Namen in Sportfreunde 04 änderte. 1918 erfolgte eine Fusion mit dem Sportverein von 1907 und der neue Vereinsname, Verein für Bewegungsspiele, kurz VfB, wurde beschlossen. Nach 1920 fanden internationale Fußball-Begegnungen am Madamenweg statt, so bestand z. B. eine enge Verbindung mit dem jüdischen Sportverein SC Hakoah Wien. Nach der Machtübernahme der Nazis 1933 wurden die Fußballer des VfB zwangsweise in die zweite Liga zurückgestuft. Gleichzeitig fanden viele Mitglieder der verbotenen Arbeitersportvereine eine neue sportliche Heimat am Madamenweg. So kamen die Handballer der Spielvereinigung Wacker und die Boxer des VfV zum VfB. In der Saison 1942/43 schafften die Fußballer den Wiederaufstieg in die höchste Spielklasse und belegten in der Spielzeit 1943/44 den zweiten Tabellenplatz in der Gauliga Südhannover-Braunschweig hinter Eintracht Braunschweig und vor dem SV Arminia Hannover.
Nachdem die britische Besatzungsmacht nach 1945 die alten Vereinsnamen vorübergehend verbot, benannte sich der Verein in SV Rot-Weiß Braunschweig um. Zeitgleich schlossen sich Sportler des ehemaligen SV Brunswiek dem Verein an. Bereits am 11. November 1945 trat die Fußballmannschaft des Hamburger SV zu einem Freundschaftsspiel in Braunschweig an und gewann mit 5:2 Toren, nachdem die Rot-Weißen lange Zeit mit 2:0 geführt hatten. Um 1952 herum wurde der endgültige Vereinsname VfB Rot-Weiß angenommen.
Seit dem 25. Januar 1914 hat der Verein seine sportliche Heimat am Madamenweg, im Braunschweiger Stadtteil Hohetor (Westliches Ringgebiet). Das Stadion am Madamenweg wurde in den 80er Jahren nach dem ehemaligen Vereinsvorsitzenden und Ehrenvorsitzenden Georg Weber (verstorben 2001) in Georg-Weber-Stadion umbenannt. Georg Weber wurde für seine Verdienste um den Sport und das Gemeinwohl mit dem Bundesverdienstkreuz, der Bürgermedaille der Stadt Braunschweig und der Sportmedaille der Stadt Braunschweig ausgezeichnet.

## Sportliche Erfolge
Herausragend sind die Erfolge der Amateurboxer des VfB Rot-Weiß: Otto Sonnenberg wurde 1939 Gaumeister im Fliegengewicht. Er hatte bei den deutschen Meisterschaften 1939 den Olympiasieger Willy Kaiser (Gladbeck) dreimal am Boden, um den Kampf dann doch noch zu verlieren. Der Amateurboxer Willi Hampel wurde 1948 Deutscher Meister im Weltergewicht. Hans-Jürgen Böse errang den Titel des Deutschen Hochschulmeisters im Schwergewicht 1964 und 1965. Achim Thierbach wurde 1967 deutscher Juniorenmeister im Mittelgewicht. Zahlreiche weitere Boxer errangen Junioren- und Senioren-Titel auf niedersächsischer und norddeutscher Ebene: Hansi Wand wurde 1950 Norddeutscher Meister im Jugend-Papiergewicht und 1957 Niedersachsen-Meister im Mittelgewicht, Heinz Bach gewann 1950 die Niedersachsen-Meisterschaft im Fliegengewicht, 1951 im Bantamgewicht, sowie 1955 und 1957 im Leichtgewicht. Außerdem boxte er mehrfach für die deutsche Nationalstaffel. Wolfgang Engelhardt wurde 1957 Niedersachsenmeister der Junioren im Halbmittelgewicht und 1958 im Mittelgewicht. In den Endkämpfen schlug er jeweils Conny Velensek (Schöningen), der später noch Europameister der Profis im Halbschwergewicht wurde. Claus Ziegenberg wurde 1964 Niedersachsen-Meister der Junioren im Mittelgewicht.

Erste Fußballmannschaft um 1920 vor der Tribüne am Madamenweg

Die Fußballer waren 1919 Meister der 1. Klasse im Herzogtum/Freistaat Braunschweig, 1949 Meister der Landesliga Ost, Meister der Bezirksliga Braunschweig 1971, Meister der Bezirksklasse 3 im Jahre 1999 sowie Meister der Bezirksliga Mitte 2000 und wurden 1985 und 2002 Braunschweiger Stadtmeister. 2017 und 2018 gewannen sie den Braunschweiger Kreispokal. Die Fußballer spielten von 2000 bis 2007 in der Landesliga. In der Saison 2023/24 wurden sie Meister der Kreisliga und machten den Aufstieg in die Bezirksliga perfekt.
Die Feldhandball-Mannschaft gehörte der damaligen Oberliga Nord an und spielte 1951 in der Vorrunde um die deutsche Meisterschaft vor 10.000 Zuschauern gegen RSV Mülheim. Im Mai 1950 bestritten die Rot-Weißen das erste internationale Handballmatch nach dem Krieg auf Braunschweiger Boden. Die schwedische Spitzenmannschaft von IFK Lidingö (Stockholm) musste sich am Madamenweg mit 10:11 geschlagen geben. Am 17. August 1958 verlor der damalige deutsche Vizemeister VfL Wolfsburg das Punktspiel der Handball-Oberliga am Madamenweg mit 11:12 gegen das Team des VfB Rot-Weiß. Die Tagespresse sprach damals von einer Handballsensation. Die Hallenhandballer schafften in der Saison 2010/11 den Aufstieg in die 1. Regionsklasse Braunschweig. 2012 belegten sie den 3. Tabellenplatz und kehrten freiwillig in die 2. Regionsklasse zurück, konnten aber ein Jahr später den erneuten Aufstieg realisieren.

## Vereinsangebot
Die 300 Mitglieder (Stand 31. Dezember 2018) können in folgenden Abteilungen Sport treiben: Fußball, Tennis, Senioren-Gymnastik, Damen-Gymnastik, Fitness für Paare, Herren-Gymnastik, Tischtennis, Badminton und Volleyball.

## Soziales Engagement
Im Juli 2008 startete beim VfB Rot-Weiß das Modellprojekt »Lebenschancen durch Sport«. Hierbei wurde vorrangig Kindern aus sozial benachteiligten Familien die Teilhabe am Sport ermöglicht. Umgesetzt wurde dieses Projekt u. a. durch den Diplomsportlehrer und ehemaligen Profi-Fußballer Torsten Sümnich. Das Modellprojekt wurde finanziert durch den Bund, die Stadt Braunschweig und den Verein. 2012 lief dieses Projekt vertragsgemäß aus, wird aber durch die Unterstützung der Stadt Braunschweig fortgeführt. Torsten Sümnich bietet im Rahmen dieses Projekts Sportstunden in Kindergärten, Schulen und Jugendzentren an.
Da der Verein in einem sozialen Brennpunkt der Stadt Braunschweig beheimatet ist (fast jedes zweite Kind lebt hier von Hartz IV), praktiziert der Club seit 2000 ein sogenanntes Patenschaftsmodell, bei dem interne und externe Paten den Jahresbeitrag für ein Kind übernehmen. So soll Kindern und Jugendlichen aus sozial benachteiligten Familien die kostenlose Teilnahme am Vereinssport ermöglicht werden. Im Juni 2012 waren 80 Kinder und Jugendliche Nutznießer dieser Patenschaften.
Am 17. Mai 2010 wurde der Verein im Braunschweiger Dom im Rahmen der Gemeinsam-Preis-Aktion der Braunschweiger Zeitung für sein soziales Engagement mit einer Urkunde geehrt. Der Niedersächsische Ministerpräsident David McAllister zeichnete den Verein am 30. Oktober 2010 im Rahmen der Aktion Unbezahlbar und freiwillig mit dem Niedersachsen-Preis für Bürgerengagement aus.
Am 27. November 2012 erhielt der Verein für sein Modellprojekt den Braunschweiger Präventionspreis und wenige Tage später stufte das Berliner Bündnis für Demokratie und Toleranz das Patenschaftsmodell des VfB als vorbildlich ein und zeichnete den Club mit dem Preis Aktiv für Demokratie und Toleranz 2012 aus. 2013 wurde der Verein für den bundesweiten Wettbewerb Deutscher Engagementpreis nominiert.

## Persönlichkeiten
- Frank Berlepp
- Moritz Göttel
- Jannes Horn
- Torsten Sümnich